# Rambergit
Rambergit ist ein sehr selten vorkommendes Mineral aus der Mineralklasse der „Sulfide und Sulfosalze“ mit der chemischen Zusammensetzung γ-MnS und damit chemisch gesehen ein Mangan(II)-sulfid.
Rambergit kristallisiert im hexagonalen Kristallsystem und entwickelt millimetergroße, prismatische oder pyramidale Kristalle von rotbrauner bis dunkelbrauner oder schwarzer Farbe. Die Oberflächen der undurchsichtigen Kristalle weisen einen harzähnlichen Glanz auf.

## Etymologie und Geschichte
Erstmals gefunden wurde Rambergit 1996 in einem Bergwerk bei Garpenberg in der schwedischen Gemeinde Hedemora und beschrieben durch Mariusz P. Kalinowski, der nach dem schwedischen Professor der Mineralogie und Petrologie Hans Ramberg (1917–1998) benannte.

## Klassifikation
Da der Rambergit erst 1996 als eigenständiges Mineral anerkannt wurde, ist er in der seit 1977 veralteten 8. Auflage der Mineralsystematik nach Strunz noch nicht verzeichnet. Einzig im Lapis-Mineralienverzeichnis nach Stefan Weiß, das sich aus Rücksicht auf private Sammler und institutionelle Sammlungen noch nach dieser alten Form der Systematik von Karl Hugo Strunz richtet, erhielt das Mineral die System- und Mineral-Nr. II/C.13-50. In der „Lapis-Systematik“ entspricht dies der Klasse der „Sulfide und Sulfosalze“ und dort der Abteilung „Sulfide mit Metall : S,Se,Te ≈ 1 : 1“, wo Rambergit zusammen mit Buseckit, Cadmoselit, Greenockit und Wurtzit eine eigenständige, aber unbenannte Gruppe bildet (Stand 2018).
Die seit 2001 gültige und von der International Mineralogical Association (IMA) bis 2009 aktualisierte 9. Auflage der Strunz’schen Mineralsystematik ordnet den Rambergit in die Abteilung der „Metallsulfide, M : S = 1 : 1 (und ähnliche)“ ein. Diese ist allerdings weiter unterteilt nach den in der Verbindung vorherrschenden Metallen, so dass das Mineral entsprechend seiner Zusammensetzung in der Unterabteilung „mit Zink (Zn), Eisen (Fe), Kupfer (Cu), Silber (Ag) usw.“ zu finden ist, wo es zusammen mit Cadmoselit, Greenockit und Wurtzit die „Wurtzitgruppe“ mit der System-Nr. 2.CB.45 bildet.
Auch die vorwiegend im englischen Sprachraum gebräuchliche Systematik der Minerale nach Dana ordnet den Rambergit in die Klasse der „Sulfide und Sulfosalze“ und dort in die Abteilung der „Sulfidminerale“ ein. Hier ist er zusammen mit Cadmoselit, Greenockit und Wurtzit in der „Wurtzitgruppe (Hexagonal: P63mc)“ mit der System-Nr. 02.08.07 innerhalb der Unterabteilung „Sulfide – einschließlich Seleniden und Telluriden – mit der Zusammensetzung AmBnXp, mit (m+n) : p = 1 : 1“ zu finden.

## Kristallstruktur
Rambergit kristallisiert hexagonal in der Raumgruppe P63mc (Raumgruppen-Nr. 186) mit den Gitterparametern a = 3,97 Å und c = 6,43 Å sowie zwei Formeleinheiten pro Elementarzelle.

## Bildung und Fundorte
Rambergit bildet sich in sauerstofffreien Sedimentschichten, die mit organischem Material angereichert sind.
Als sehr seltene Mineralbildung ist Rambergit nur in wenigen Proben aus weniger als 10 Fundorten bekannt. Neben seiner Typlokalität Garpenberg in Schweden fand sich das Mineral bisher noch im Gotlandtief und der Landsorttiefe in der Ostsee, in einem Bergwerk bei Ronneburg (Thüringen) in Deutschland, in den Ophioliten bei Luobusha (Kreis Qusum) im Autonomen Gebiets Tibet in China sowie im Bergwerk „Hirogawara“ bei Chichibu (Honshū) in Japan (Stand: 2019).